# Нова Андріяшівка
Нова́ Андрія́шівка (рос. Новая Андрияшевка; рум. Andriașevca Nouă) — село в Слободзейському районі в Молдові (Придністров'ї). Входить до складу Фрунзенської сільської ради.
Більшу частину населення села складають етнічні українці.
У селі діє пункт пропуску на кордоні з Україною Фрунзе (Нове)—Розалівка.
Село розташоване на річці Кучурган, за 27 км на схід від районного центру та за 8 км від залізничної станції Кучурган (розташована в Україні).
За даними Молдавської Радянської Енциклопедії село було засноване в другій половині XIX ст.
Під час Другої Світової війни поблизу села точилися запеклі бої. Сільчани, які загинули під час війни, включені до списку загиблих села Фрунзе.
У 1969 році в Новій Андріяшівці мешкало 739 осіб; в 1998 році — 466 осіб. За даними перепису населення в Придністров'ї чисельність жителів становила 396 осіб. З них 191 — українці (48 %), 102 — молдовани (26 %), 74 — росіяни (19 %).
В селі містилася бригада колгоспу ім. Куйбишева з управлінням в с. Фрунзе. Бригада спеціалізувалась на вирощувані зернових. Земельні угіддя — 116 га.
До села підведений природний газ. Є 3 км асфальтованих доріг. На території села розташовані Новоандріяшівська загальноосвітня школа, Будинок культури, відділення зв'язку, ТОВ «Колхетті», дитячий садок, магазини, лазня, невеликий цегляний завод. В 1994 році на околиці села створено Новоандріяшівський заказник.